# Vlaamse Televisie Maatschappij
Vlaamse Televisie Maatschappij (deutsch: Flämische Fernsehgesellschaft) ist ein von der Vlaamse Media Maatschappij (VMMa) ausgestrahlter Privatsender für den niederländischsprachigen Teil Belgiens. Der Sitz von vtm und der VMMa ist Vilvoorde, ein Vorort von Brüssel. Der Slogan ist „VTM je beleeft het hier“ (wörtlich: VTM du erlebst es hier). Der Sender und die gesamte Senderfamilie gehören DPG Media.

## Geschichte
vtm ging 1989 auf Sendung, nachdem die flämische Regierung das Privatfernsehen im Jahr 1987 durch das Kabeldecreet legalisierte. In diesem war auch festgelegt, dass der letztendliche Veranstalter des Programms zunächst ein Monopol haben würde. Ebenso wurde festgelegt, dass dem neuen Sender keine terrestrischen Frequenzen zugewiesen würden. Da Belgien zu diesem Zeitpunkt bereits eine Verkabelungsdichte von über 90 Prozent hatte, wurde dies von den neuen Programmveranstaltern nicht als Belastung empfunden. Tatsächlich war vtm bis Anfang 2006 ausschließlich im flämischen und Brüsseler Kabelnetz empfangbar. Seit 2006 kann man über das Angebot von TV Vlaanderen den Sender auch digital über ASTRA sehen. Die VMMa betreibt außerdem den Streamingdienst Stievie, über welchen die Sender der VMMa kostenlos live und on demand angesehen werden können. Viele der Sendungen können auch im Ausland gesehen werden, allerdings benötigt man für die Anmeldung eine belgische Adresse und die Apps für iOS und Android sind jeweils nur in den belgischen Stores verfügbar.
1995 startete trotz des Monopols ein zweiter Privatsender im flämischen Kabel, VT4. Um das Monopol zu umgehen, sendete man mit britischer Lizenz aus London. Erst als die flämische Regierung erkannte, dass sehr wohl mehrere Privatsender gleichzeitig neben dem öffentlich-rechtlichen System bestehen konnten, wurde eine belgische Lizenz erteilt. Als Antwort startete die VMMa Ka2 (heute 2BE), der ein kommerzielles Gegengewicht zum öffentlich-rechtlichen Programm Canvas sein sollte, mit einem Schwerpunkt auf Bildungsendungen und Dokumentationen. Die Idee floppte und der Sender zeigte als KANAALTWEE fortan vorwiegend populäre US-amerikanische Serien und Spielfilme.
Im März 2007 strahlte vtm als erster Sender in Flandern ein Programm im HDTV-Format aus.
Im Februar 2008 erfolgte ein Relaunch: Der Sender vtm erhielt ein neues, zeitgemaesseres Logo. Die Marke vtm wird seitdem kleingeschrieben kommuniziert. Der Sender KANAALTWEE wurde in 2BE (ausgesprochen als „to be“) umbenannt.

## Bedeutung
In der Anfangszeit waren Marktanteile von über 40 Prozent keine Seltenheit. Dabei ist zu beachten, dass vtm praktisch konkurrenzlos sendete: Flämische Zuschauer hatten zu dem Zeitpunkt nur die Wahl zwischen zwei öffentlich-rechtlichen Programmen, den öffentlich-rechtlichen Sendern der Niederlande oder Sendern aus anderen Nachbarländern.
vtm strahlte u. a. Idool, die flämische Version von Deutschland sucht den Superstar, aus.
vtm ist nun die Nummer 2 der flämischen TV-Kanäle. Nach Jahren, die vtm unangefochten auf Nummer 1 verbrachte, eroberte der öffentlich-rechtliche Sender Eén (in Deutsch: Eins) den Markt für sich zurück. Die VMMa betont deshalb in ihren Pressemitteilungen gerne, dass sie mit den vtm-Ablegern 2BE und JIM die meistgesehene Sendergruppe Flanderns ist. Der Marktanteil von vtm selber liegt derzeit zwischen 20 und 25 Prozent.

## Internationale Erfolge
Die für VTM hergestellten Serien Code 37 und Cordon wurden ins Ausland verkauft und laufen auch hier erfolgreich. VTM legt bei seinen Eigenproduktionen häufig wert auf Lokalkolorit, so dass viele Formate für das Ausland eher ungeeignet sind.
Der Spielfilm Neulich in Belgien (2008) wurde von VTM koproduziert.